# 1997 en informatique
1996 en informatique - 1997 - 1998 en informatique
Cet article présente les principaux évènements de 1997 dans le domaine informatique.

## Événements
- 11 mai : L'ordinateur IBM « Deep Blue » bat Garry Kasparov champion du monde d'échecs.

### Europe

#### France
- 20 janvier :
  - Y2K : Stéphane Lemarchand, " An 2000 : une réponse ministérielle… étonnante " (Commentaire de la réponse ministérielle n° 57262 du 20/1/1997), Expertises n°205, mai 1997, p.176.
    - Sur la responsabilité de la charge financière des adaptations des logiciels et progiciels.
- 30 septembre :
  - Y2K : À l’occasion de l’Assemblée générale annuelle du Club Informatique des Grandes Entreprises Françaises (CIGREF), Christian Pierret, Secrétaire d’État à l’industrie, appelle les entreprises à se mobiliser pour préparer le passage à l’an 2000.

## Standards
- 14 janvier : HTML 3.2
- Décembre : Cadre d'architecture C4ISR version V2.0
- 18 décembre : HTML 4.0

## Technologie
- Sortie du Pentium MMX d'Intel et du K6 d'AMD
- 15 septembre : Mise en ligne du moteur de recherche Google à l'adresse google.com